# Boudriaa Ben Yadjis
Boudriaa Ben Yadjis est une commune de la wilaya de Jijel en Algérie.

## Géographie

### Situation
Le territoire de la commune de Boudriaa Ben Yadjis se situe au sud-ouest de la wilaya de Jijel, à la limite nord de la wilaya de Mila.
|                                      | Texenna                            |        |
| Eraguene                             | Djimla                             | Djimla |
| Beni Aziz Ain Sebt (Wilaya de Sétif) | Tassadane Haddada (Wilaya de Mila) |        |

### Localités de la commune
La commune de Boudriaa Ben Yadjis est composée de vingt-deux localités :
- Afoudjou
- Aghaldène
- Agrour
- Beni Faren
- Bouchekaïf
- Boudjouada (place Boudjouada)
- Boukrama
- Ghedir M'Sila
- Ghedir Ouled Tahar
- Laachèche
- Merada
- Mersaa
- Nador
- Ras El Bour
- Sahel
- Saïda
- Setitra
- Tamra
- Tighedouane
- Tingalest
- Tissetine
- Zerara